# Johan Laidoner
Johan Laidoner, estonski general, * 12. februar 1884, Ruski imperij, †  13. marec 1953, Sovjetska zveza.